# XY Leonis
XY Leonis (XY Leo / HIP 49136 / BD+18 2307) es una estrella variable en la constelación de Leo. Visualmente a 1,5º de η Leonis, su separación respecto al sistema solar es de 166 años luz.
XY Leonis es un sistema estelar cuádruple, constituido por dos estrellas binarias. La binaria principal es una estrella binaria de contacto —las dos componentes se hallan tan próximas que llegan a tocarse o fusionarse, compartiendo su capa exterior de gas—, compuesta por dos estrellas naranjas de tipo K cuyo período orbital es de solo 0,2841 días (6,818 horas).
Se ha observado un incremento del período a lo largo del tiempo, cuyo origen puede explicarse por la transferencia de masa entre ambas estrellas.
Las masas respectivas son de 0,76 y 0,46 masas solares.
La luminosidad de cada una de las componentes está ligeramente por encima del 20% de la luminosidad solar; la estrella de menor masa brilla con una mayor luminosidad que la que cabría esperar para una estrella de la secuencia principal.
El par constituye una binaria eclipsante del tipo W Ursae Majoris, oscilando su brillo entre magnitud aparente +9,45 y +9,93.
La otra estrella binaria está formada por dos enanas rojas, estimándose su masa conjunta en 0,98 masas solares.
Es una variable BY Draconis que muestra una acusada actividad cromosférica. 
Completa una vuelta alrededor de la binaria eclipsante cada 19,6 años, siendo la separación real entre ambas binarias de aproximadamente 9,6 UA.